# Scopula okinawensis
Scopula okinawensis är en fjärilsart som beskrevs av Louis Beethoven Prout 1920. Scopula okinawensis ingår i släktet Scopula och familjen mätare. Inga underarter finns listade.